# 정성민 (야구 선수)
정성민(鄭成民, 1991년 3월 29일 ~ )는 전 KBO 리그 NC 다이노스의 포수이다.

## NC 다이노스시절
2014년에 입단하였다.

## 출신학교
- 서울효제초등학교
- 홍은중학교
- 장충고등학교
- 경희대학교